# John P. O’Neill

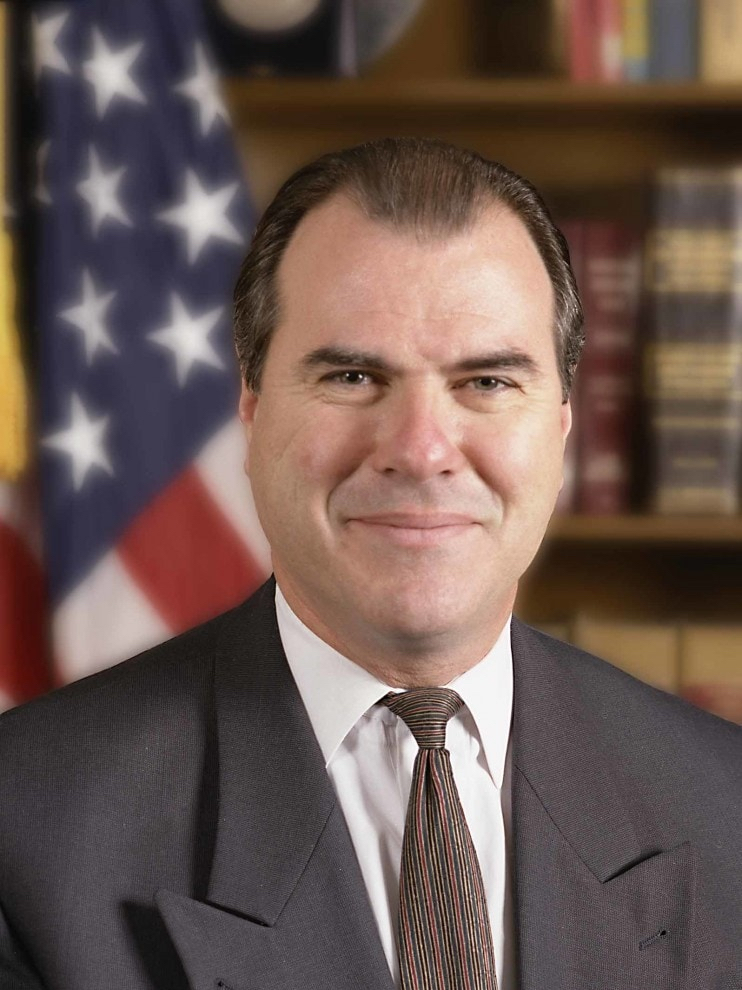
John O’Neill

John Patrick O’Neill (* 6. Februar 1952 in Atlantic City (New Jersey); † 11. September 2001 in New York) war ein US-amerikanischer Anti-Terrorismus-Experte, der bis ins Jahr 2001 als Spezialagent bei der Bundespolizei FBI tätig war. Nachdem er 1995 an der Festnahme von Ramzi Yousef, einem der Drahtzieher des Anschlags auf das World Trade Center im Jahr 1993, beteiligt war, begann O’Neill, sich intensiv mit dem Thema zu beschäftigen. Er befasste sich mit al-Qaida und Osama bin Laden und ermittelte zu den Anschlägen in Al-Chubar (Saudi-Arabien) im Jahr 1996 und auf die Cole in Jemen im Jahr 2000. Wegen persönlicher Reibereien innerhalb des FBI und der Bundesregierung quittierte O’Neill den Dienst, um Sicherheitschef des World Trade Center zu werden, worauf er bei den Terroranschlägen am 11. September 2001 im Alter von 49 Jahren ums Leben kam.

## Frühes Leben und Bildungsweg
O’Neill verspürte schon in jungen Jahren den Wunsch, FBI-Spezialagent zu werden. Als Jugendlicher war die auf wahren Fällen beruhende Fernsehserie The F.B.I. seine Lieblingssendung. Nach dem Abschluss der Holy Spirit High School in New Jersey besuchte er zunächst ab 1971 die American University in Washington, D.C. In dieser Zeit arbeitete O’Neill auch im Washingtoner FBI-Hauptquartier, zunächst mit Fingerabdrücken beschäftigt, betätigte er sich später als Reiseführer. Er erlangte im Jahr 1974 einen Abschluss in Administration of Justice (etwa analog zum Rechtspfleger) der American University, später noch einen Master-Grad in Forensik der George Washington University.

## FBI-Karriere
O’Neill wurde 1976 beim FBI als Agent eingestellt. Während der folgenden 15 Jahre arbeitete er in Washington in den Bereichen Wirtschaftskriminalität, Organisierte Kriminalität und Spionageabwehr. 1991 erhielt O’Neill eine Beförderung und wurde in die Chicagoer Außenstelle versetzt, wo er als Assistant Special Agent in Charge (assistierender verantwortlicher Spezialagent) tätig war. Während dieser Tätigkeit richtete er, um die Zusammenarbeit zwischen FBI und örtlichen Strafverfolgern zu verbessern, eine Fugitive Task Force (Sonderkommission für Flüchtige) ein. O’Neill leitete außerdem eine Sonderkommission, die zu Bombenanschlägen auf Abtreibungskliniken ermittelte.
Nach der Rückkehr ins Washingtoner Hauptquartier 1995 wurde er Chef der Abteilung Terrorismusbekämpfung. Am ersten Tag erhielt er einen Anruf von Richard A. Clarke, der erfahren hatte, dass sich Ramzi Ahmed Yousef in Pakistan aufhalte. O’Neill arbeitete im Lauf der nächsten Tage unaufhörlich daran, Information zu sammeln und die erfolgreiche Festnahme und Auslieferung von Yousef zu koordinieren. Gefesselt durch den Fall befasste er sich auch weiterhin mit dem Bombenanschlag von 1993, dessen Drahtzieher Yousef war, und mit weiteren Informationen über militante Islamisten. Er war direkt an den Ermittlungen zu den Bombenanschlägen in Al-Chubar (Saudi-Arabien) im Jahr 1996 beteiligt. Über das Niveau der Zusammenarbeit mit den Saudis frustriert, ging O’Neill angeblich zu FBI-Direktor Louis Freeh und sagte, diese würden „Blowing Smoke up your Ass“ (eine Redewendung für lügen).
In den Jahren 1996 und 1997 warnte O’Neill anhaltend vor der wachsenden Bedrohung durch den Terrorismus, er sagte, dass moderne Gruppen nicht von Regierungen unterstützt würden und dass terroristische Zellen innerhalb der Vereinigten Staaten operierten. Er stellte fest, dass Veteranen des afghanischen Widerstandes gegen die Besetzung des Landes durch die Sowjetunion zur größten Bedrohung geworden waren. Ebenfalls 1997 ging er an die FBI-Außenstelle in New York, wo er einer der verantwortlichen Agenten für Terrorabwehr und nationale Sicherheit wurde.
Vor 1998 war O’Neill auf Osama bin Laden aufmerksam geworden. Als sein Freund Chris Isham, ein Produzent der Sendung ABC News, ein Interview zwischen bin Laden und dem Korrespondenten John Miller arrangierte, nutzten Isham und Miller von O’Neill zusammengestellte Informationen zur Formulierung der Fragen. Nach Ausstrahlung des Interviews bedrängte O’Neill Isham, eine unredigierte Version zu veröffentlichen, die er somit sorgfältig analysieren konnte.
Im weiteren Verlauf des Jahres folgten in schneller Aufeinanderfolge die beiden Terroranschläge auf die Botschaften der Vereinigten Staaten in Daressalam und Nairobi. O’Neill hoffte, wegen der enormen Kenntnisse, die er über Osama bin Ladens terroristisches Al-Qaida-Netzwerk gewonnen hatte, an den Ermittlungen beteiligt zu werden. Jedoch führten Revierkämpfe und die gegen O’Neill vorherrschende Ablehnung bei Vorgesetzten in Washington zunächst dazu, dass das New Yorker FBI-Büro aus den Ermittlungen herausgehalten wurde und im weiteren Verlauf O’Neill zurückblieb, als andere Agenten aus New York in die Region gesandt wurden.
Weil andere sich an seinem persönlichen Stil störten und er einige Fehler beging (er verlor ein Dienst-Mobiltelefon und einen Palm Pilot, borgte sich unpassenderweise ein Auto aus einem Versteck und verlor für kurze Zeit eine Aktentasche mit heiklen Dokumenten), begann sich O’Neills Aufstieg in den Reihen des FBI zu verlangsamen. Nachdem er mehrfach bei Beförderungen übergangen worden war, war er zufrieden, Leiter der FBI-Ermittlungen zum Bombenanschlag auf die USS Cole vom Oktober 2000 zu werden. Nachdem er aber in Jemen ankam, beklagte er sich über mangelhafte Sicherheit. Während der Ermittlungen seines Teams geriet O’Neill in Konflikt mit Barbara Bodine, der US-Botschafterin in Jemen. Die beiden hatten weit auseinandergehende Ansichten darüber, wie man sich bei der Suche mit jemenitischem Eigentum und bei Befragungen jemenitischer Bürger und Regierungsbeamter verhält, und diese Differenzen wurden mit der Zeit immer stärker.
Nach einem Monat Aufenthalt in Jemen hatte O’Neill bei der Rückkehr nach New York 9 kg abgenommen. Er hoffte, zur Fortsetzung seiner Ermittlungen, noch einmal in das Land reisen zu können, was aber von Bodine und anderen blockiert wurde. Er ermittelte weiter zu den Anschlägen auf die USS Cole, beschloss aber schließlich, die FBI-Ermittlungen in Jemen wegen der mangelhaften Sicherheit einzustellen.
Ein Bericht der New York Times vom 19. August 2001 deutete an, O’Neill sei Gegenstand interner Ermittlungen beim FBI und verantwortlich für den Verlust einer Aktentasche mit geheimen Informationen, unter anderem Beschreibungen jedes Terrorismus- und Spionageabwehr-Programmes in New York. Die Aktentasche tauchte kurz nach ihrem Verschwinden wieder auf. Die FBI-Ermittlungen kamen zum Schluss, dass die Tasche von Dieben, die an einer Serie von Hoteldiebstählen beteiligt waren, gestohlen wurde und keines der Dokumente entfernt oder auch nur angerührt war.
Mehrere Menschen sagten zu O’Neills Verteidigung, er sei zum Objekt einer Verleumdungskampagne geworden. Die New York Times berichtete, es werde erwartet, dass O’Neill Ende August aus dem Dienst ausscheide.

## Neue Arbeitsstelle World Trade Center

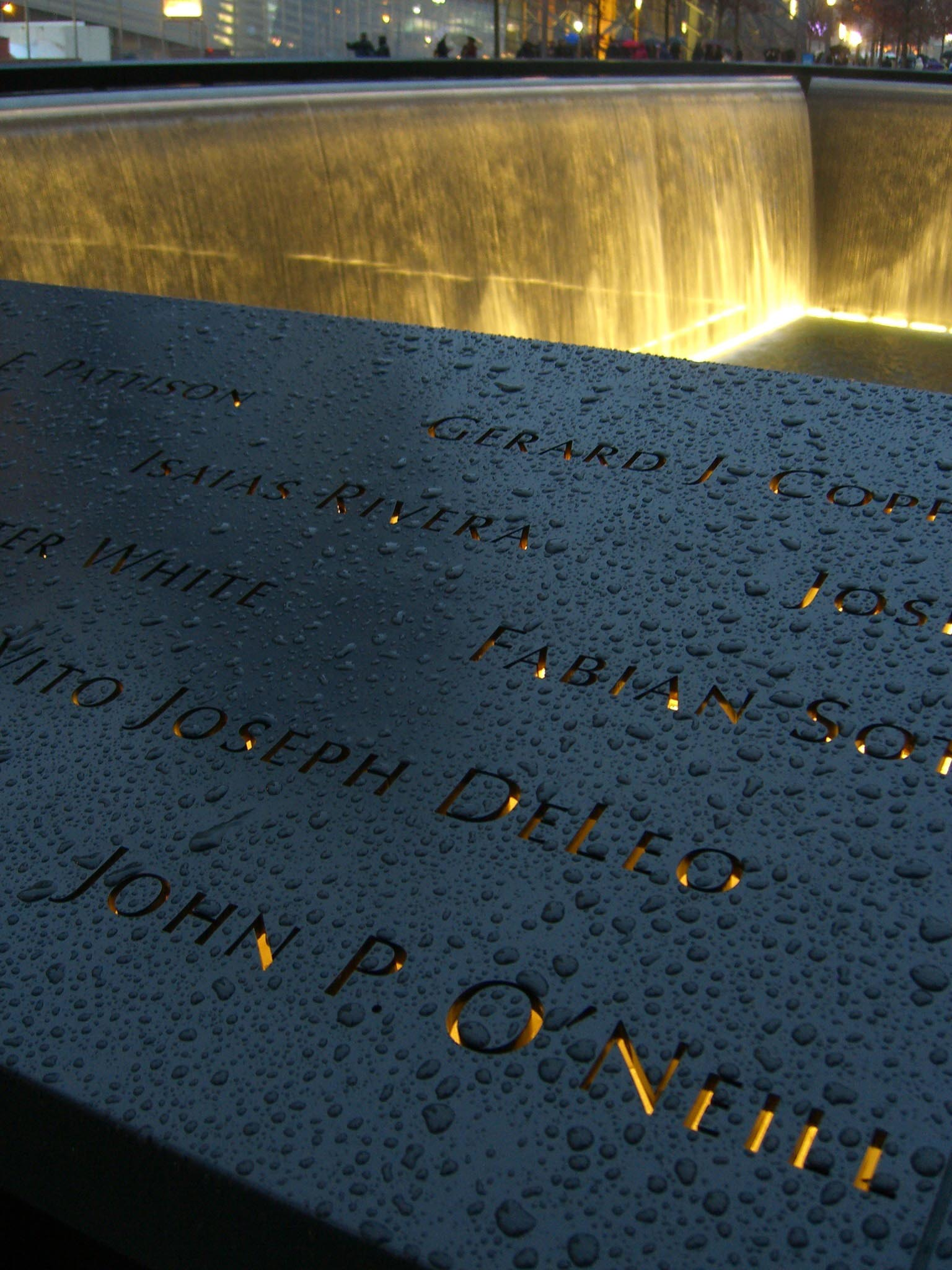
Schriftzug John P. O’Neill auf dem Nord-Gedenkbrunnen des National September 11 Memorial

O’Neill begann seine Tätigkeit im World Trade Center im September 2001 (laut New-York-City-Police-Commissioner Bernard Kerik: „That Tuesday (9-11) was his first or second day on the job.“ – „Dieser Dienstag (11. 9.) war sein erster oder zweiter Arbeitstag“. Eingestellt wurde er von der Firma Kroll Associates, und zwar vom umstrittenen Direktor Jerome Hauer. Im Verlauf des Monats sprach er mit seinem Freund Chris Isham über die Arbeit. Im Scherz sagte Isham: „At least they’re not going to bomb it again.“ – „Wenigstens werden sie es nicht noch einmal bombardieren.“ O’Neill antwortete, „They’ll probably try to finish the job.“ – „Sie werden möglicherweise versuchen, den Job zu Ende zu bringen.“
O’Neills sterbliche Überreste wurden am 22. September 2001 in den Trümmern des World Trade Center gefunden und von Jerome Hauer identifiziert. Der ebenfalls mit der Fahndung nach al-Qaida beauftragte CIA-Ermittler Michael Scheuer äußerte in einem Interview: „Das einzig Gute, was Amerika am 11. September passiert ist, war, dass das Gebäude auf ihn gefallen ist.“.

## Filmische Dokumentation
- USA 2002: The Man Who Knew, PBS[6]
- USA 2006: The Path to 9/11 – Wege des Terrors (Darsteller: Harvey Keitel), ABC
- DE/USA 2010: Amerikas Alptraum, ZDF (Erstausstrahlung: arte, 19. August 2010)[7]
- Video  ZDF-History: Es begann in Hamburg (25. August 2010) in der ZDFmediathek, abgerufen am 30. Januar 2014. (offline)
- USA 2018: The Looming Tower (Darsteller: Jeff Daniels), Hulu